# Johann Leonhard Rost
Johann Leonhard Rost (Pseudonym: Meletaon, * 14. Februar 1688 in Nürnberg; † 22. März 1727 in Nürnberg) war Autor von Romanen, Briefstellern und anderen galanten Texten sowie Astronom.

## Bürgerliches Herkommen
Von Rosts Vater, Leonhard, ist nur das Sterbedatum 1721 bekannt. Seine Mutter, Barbara, war eine geborene Schramm, sie starb bereits 1703. Beide Eltern betrieben im späten 17. Jahrhundert in Nürnberg die noch heute bestehende Gaststätte „zum Hofmann“, bekannter unter dem Namen „Essigbrätlein“, der für den Sauerbraten des Hauses stand. Ein Bruder, der spätere Arzt Johann Carl Rost († 1731), wurde 1690 geboren.
Johann Leonhard besuchte anfänglich die Schule von St. Sebald in Nürnberg – Latein gehörte zu den Unterrichtsfächern. 1703 wechselte er zum Egidiengymnasium, dessen Direktor, Samuel Faber, ihn für die Poesie und die belles lettres gewann. Im selben Jahr – mit dem Tod der Mutter könnte das zusammenhängen – wurde Rost Assistent an der Nürnberger Sternwarte, die Georg Christoph Eimmart (1638–1705) im Herbst 1678 auf der Vestnertorbastei nördlich der Burg eingerichtet hatte. Eimmart, der sich mit jungen Leuten umgab, beschäftigte über Jahre hinweg je einen Gehilfen, der für gewöhnlich dann auch bei ihm im Haus mit der heutigen Adresse An der Fleischbrücke 2 wohnte. Die Assistenten nutzten die Zeit, das Belegen von Veröffentlichungen der Sternwarte zu ersten eigenständigen wissenschaftlichen Arbeiten.
Am 5. Januar 1705 starb Eimmart. Die Stadt Nürnberg kaufte daraufhin die Sternwarte. Johann Heinrich Müller (1671–1731), Eimmarts Schwiegersohn, wurde als Direktor eingesetzt; 1710 wechselte er als Professor für Mathematik und Physik an die Universität Altdorf und gab seinen Posten an Johann Gabriel Doppelmayr (1677–1750) weiter.
Rost trat die Assistentenstelle am 11. Dezember 1705 an seinen Bruder ab, der sie bis 1708 behielt. Drei Jahre Studium in Altdorf folgten, Rost blieb während dieser Zeit mit der Sternwarte in Kontakt. Im Mai 1706 beobachtete er von dort aus die Sonnenfinsternis. Rost soll in Altdorf „außer den öffentlichen und besondern Juristischen Collegiis auch philosophica und curiosa“ studiert haben, wobei er „in der Kenntniß und Sammlung der Naturalien, seiner Zuneigung gemäß, nicht wenig Vergnügen fand, und sie daher allenthalben, wo er hinkam, fortsetzte.“ Noch gab es kein Fach der Naturwissenschaften – „philosophica und curiosa“ verweist auf die offene Unterbringung des gesamten Feldes der Naturbeobachtung innerhalb der Philosophie, zu der unter anderem auch die Mathematik gehörte. Bis 1709 unterrichtete Johann Wilhelm Baier (1675–1729) in Altdorf neben Mathematik in Physik.
Die Jahre in Altdorf bereicherten Rost, soweit ersichtlich in noch ganz anderer Hinsicht: Er muss sich hier den galanten Studenten angeschlossen haben. Nachweislich las er die Romane Talanders und Menantes’ – seinen eigenen ersten Roman im Stil Talanders muss er in Altdorf beendet haben. 1708 wechselte er nach Leipzig, im Januar des Jahres erschien in Nürnberg bei Michahelles seine Bellandra. Atalanta kam im Juli nach. Beides waren asiatische Romane und offene Anknüpfungen an den wichtigsten Autor dieses Genres. Es liegt nahe, die Romanveröffentlichungen mit dem Wechsel nach Leipzig in Verbindung zu bringen. Studenten aus Halle, Leipzig und Jena bestimmten das Parkett, auf das Rost sich begab.

## Student in Leipzig 1708/09

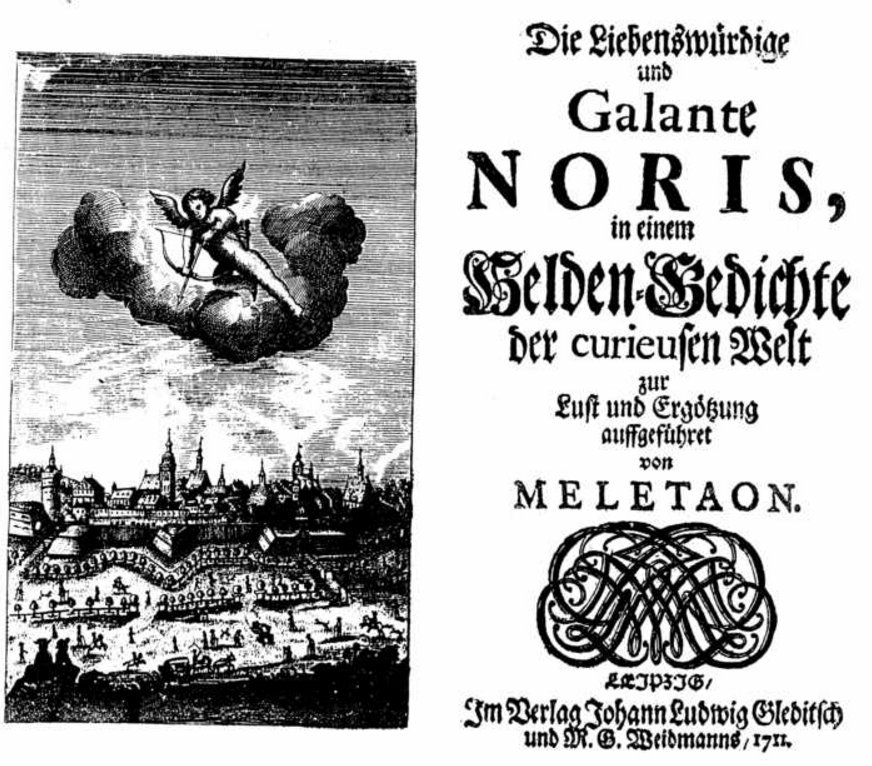
Meletaon, Die liebenswürdige und galante Noris (Leipzig: J. L. Gleditsch / M. G. Weidmann, 1711).

Dass Rost in seinem ersten Jahr auf dem Romanmarkt gleich zwei Titel ins Geschäft brachte, dass er es im konventionelleren Genre asiatischer Romane tat, nicht in dem modernen von Skandalen, mit dem man sich besser nur ein einziges Mal geheim profilierte, dass er zwar unter einem Pseudonym publizierte, doch über einen namentlich notierten Verleger – all das lässt darauf schließen, dass er seine Veröffentlichungen als Debüt und als Versprechen auf fortgesetzte Romanschriftstellerei verstanden wissen wollte. Christian Thomasius hatte als Universitätsdozent in den 1680ern dem galanten Verhaltensideal in öffentlichen Stellungnahmen die Bahn gebrochen. August Bohse hatte zur aktuellen Mode die passende deutsche Romanproduktion vorgelegt – vornehmlich im asiatischen Genre, doch auch mit amourösen Romanen aktuelleren Gestus. Ende der 1690ern erfolgte ein Generationswechsel. Das Galante war nicht länger ein Ideal zwischen Lehrern und Schülern. Studenten bestimmten jetzt, was wirklich galant war. Den Einschnitt setzte hier Christian Friedrich Hunold alias Menantes mit der in Hamburg verlegten Verliebten und galanten Welt (Hamburg: G. Liebernickel, 1700). Sechs Jahre später, im Juni 1706 machte sich der 26-jährige Held der aktuellen Conduite mit seinem vierten Roman in Hamburg unmöglich. Hunold floh in sein Heimatdorf nach Thüringen und begann zwei Jahre später eine bürgerlichere zweite Karriere als Privatdozent in Halle.
Rost betrat den Markt 1708, als des berühmten „Herrn Menantes“ Ruhm besiegelt schien, und hielt sich erst einmal an Talander. Seine Erstlinge adressierten im „asiatischen“ Genre vor allem bürgerliche Leserinnen im Alter zwischen 15 und 30. Sie konnten in den Romanen von 400 bis 800 Seiten hinweg die Abenteuer verfolgter und in Männerkleidern durch die Antike fliehender Prinzessinnen erleben. Meletaon hatte mit beiden Romanen eine einträgliche Einnahmequelle eröffnet. Zwei Reichstaler verdiente Hunold für den Druckbogen, möglicherweise verdiente Rost alias Meletaon anfänglich zwei Dritteln des Honorars: zwei Gulden für den Bogen, das wären immer noch 96 Gulden mit den ersten beiden Titeln gewesen.
Leipzig war unter den drei modischen Universitätsstädten im deutschen Sprachraum die „galante“. Die Messestadt mit ihrer günstigen Position im Ost-West-Handel wie im Handel mit den nördlichen und südlichen protestantischen Städten des Reichsgebiets war reich. Bürger bauten prestigeträchtig und entfaltete ein Leben, das mit dem Dresdens der Residenzstadt konkurrierte. (Halle war, einen Tagesritt entfernt, die nüchternere Universitätsstadt. Im kleineren Jena schlug der hohe Studentenanteil stärker zu Buche. Jenas Studenten tranken, rauchten und schlugen sich, so die gängigen Urteile.) Um modische Romane zu publizieren, war Leipzig 1708 der beste Ort – unklar bleibt, ob Rost für das modische Leben der Stadt viel übrig hatte.
In Leipzig vollendete er – das offenbart der Druckort – die Liebenswürdige und Galante Noris (Leipzig: J. L. Gleditsch / M. G. Weidmann, 1711), einen Roman, der theoretisch das Terrain aktueller bürgerlicher chronique scandaleuse betrat. Tatsächlich nutzte er das skandalträchtige Genre für ein fragwürdiges Kontrastprogramm. Nürnberg, Rosts Heimatstadt, erwies sich dort, wo Leipzig, Jena, Halle und Hamburg von Studenten dem Spott der Auswärtigen preisgegeben wurden, als Ort der Tugenden. Gleditsch scheint wenig Grund gesehen zu haben, die Veröffentlichungen voranzutreiben. Am 18. Januar 1710 unterzeichnete Meletaon die Vorrede der Noris, doch konnte er am 18. Juni dem noch eine Attacke auf Sarcander hinzufügen, der soeben in einem kurzen Roman sich seiner Verführungskünste zu Lasten einer jungen Dame gebrüstet hatte – offenkundig fehlte es der Noris an Brisanz. Der Titel kam dessen ungeachtet erst mit dem Druckjahr 1711 in den Handel und fand nie eine zweite Auflage.

## Student in Jena, 1709–1712
Es ist unklar, was Rost 1709 seinen Studienort nach Jena verlegen ließ. Der postume biographische Artikel Doppelmayers notiert, dass er sich in Jena der Mathematik und der Naturphilosophie zuwandte – kein Zweifel kann daran bestehen, dass er sich überdurchschnittliche Kenntnisse in diesen Fächern aneignete: Er publizierte später auf beiden Gebieten auf hohem fachlichem Niveau. In Jena unterrichtete Georg Albrecht Hamberger (1662–1718), der Nachfolger Erhard Weigels (1625–1699). Wenn man jedoch Rosts schriftstellerische Tätigkeit auf publizierte Seiten pro Jahr herunterbricht, dann kommt man auf Volumina von weit über 1.000 jährlichen Seiten – Zeit zu studieren blieb da kaum, es sei denn, Rost genoss kein weiteres Leben außerhalb der Schreiberei und des Studiums. Hierfür spricht viel.
In seinem 1713 veröffentlichten Briefsteller lässt Rost durchblicken, dass er keine Kontakte zum Frauenzimmer der Stadt schloss. Im selben Buch findet sich zudem ein Brief zu den Vorzügen Jenas als Studienort mit dem Lob, dass die Studenten hier „als Brüder“ zusammenlebten: Es „wird keiner vor dem andern eine Præcedentz suchen, ob schon an Vornehmen eben so große Anzahl als Geringen daselbst zu gegen.“ Rost lobt im selben Brief die Freizeitgestaltungen zu denen Jena einlud, und notierte, dass er für sie wenig zeit fand.
Noch während die Noris in Leipzig dem Druck entgegenging, brachte er die nächsten Romane heraus, die Manuskripte sandte er nach Nürnberg: Am 5. April 1710 waren es 770 Seiten der Türckischen Helena. Vom 14. Februar 1711 datiert die Vorrede des Verliebten Eremiten – ein Roman unter jungen Helden von mittlerem Adel.
Zu diesem Zeitpunkt muss Rost bereits an dem Roman gesessen sein, der ihn gegenüber den bisherigen besonders am Herzen lag. Der Schau-Platz der galanten und gelehrten Welt – die Vorrede datiert hier vom 18. September 1711 – sollte ein Roman von „einheimischen“ Materien werden, ein Roman im skandalösen Genre, und, da nicht Nürnberg der Ort der Handlung war, sondern die bekannten Universitätsstädte die Geschichten lieferten, ein Roman von viel mutigerer Conduite als die Noris.
Menantes wurde nun das Vorbild – viel gelobt im eröffneten Roman. Zum Lob kam gegengewichtend das Spiel der Angriffe, diesmal gegen Celander, dessen Romane von Studentenamouren ins pornographische gingen. Rost selbst versuchte auch hier mitzuhalten, so mit der Szene aus Leipzigs Opernhaus: Studenten bezeugen hier eine heikle Aktion, zu der sich eine Prostituierte in der benachbarten Loge herablässt, ohne auf die Stabilität des Mobiliars zu achten – die Studenten haben sich zu Beginn für ein Nickerchen zurückgelehnt, was die Dame und ihren Amanten in eine falsche Sicherheit wiegt:

„Unterdessen kam Clelie mit ihrem Amanten dem Cavallier, in der nächsten loge angestochen, welche von denen schlaffenden Nachbarn nicht die geringste Nachricht hatte, deßwegen sie sich auch in ihrer Aufführung desto freyer bezeigete, und sich in der Manier einer barmhertzigen Curtisir-Schwester von dem Cavallier bedienen ließe.
Ein Frauen-Zimmer, welches von Zucht und Schamheit keine Profession machet, dieselbe gibt ihre Lasterhaffte Regungen, auch bey der geringsten Gelegenheit, so deutlich bloß, daß man an ihr einen Abriß verwerfflicher Thorheiten erblicken kan. Und wann auch solche garstige Gemüther, ihre Lebens-Art gedencken in der Stille zu führen, ist doch die geheimste Untugend manchmal unverhoffet entdecket worden.
Einer von den drey Schlaffenden, wurde von einem Traum aufgewecket, dahero er sich etwas in die Höhe richtete, zu sehen ob die Opera noch nicht angefangen, dabey bedünckete ihn als ob er jemand in der rechten loge hörete, welches ihme bewoge aufmercksamer zu seyn, indeme ihme eine geheime Nachricht entdeckete, als er da was Neues vernehmen könnte.

Die Meinung schluge nicht fehl, und zu seinem Glücke war noch ein kleiner Ritz an der Wand, wodurch er diejenigen sehen kunte, die ihme durch ihr geheimes Gespräch zur Aufmercksamkeit Anlaß gegeben.
Ich trage Bedencken, die unverschämte und wollüstige Positur mit meiner Feder abzuzeichnen, welche so wohl der Cavallier als Clelie fürgestellet, dann sie ware von solcher Art, daß die Worte von ihrer Beschreibung wehrt, daß man sie aus der Welt gäntzlich verbannen sollte; ja ich kan nicht anderst glauben, als daß damahlen zwischen diesen beyden unzüchtigen Personen, alle menschlichen Eigenschafften verlohren gewesen, so sehr, daß man eine unvernünfftige Bestie ihnen in diesem Zustande vorziehen müssen.
Diejenigen, welche einem Tugend-hafften und erbaren Leben die Huldigungs-Pflicht geleistet, die sollten zwar nicht begreifen können, daß ein vernünfftiger Mensch so weit aus den Schrancken tretten würde, daß er sich auch von dem Verstandlosen Viehe muste beschämen lassen: alleine, wer den Unterschied der Menschen durchwandert, und die mannigfaltigen Lebens-Arten erforschet, der wird mehr glauben müssen, als er sich zuvor eingebildet.
Außer der höchst-ärgerlichen Positur aber, welche Sileno, wie sich der erwachte Pursche genennet, gesehen, hörete er, daß Clelie anhub: Du bist viel zu schläfferig in deinen Begierden, und hast deine Kräfften entweder schon in andern Armen verlohren, oder du weist die rechte Art noch nicht, wie man ein Frauen-Zimmer, wie es verlanget, contentiren soll. Der Cavallier redete dagegen: Was den Teufel, Clelie bist du dann gar nicht zu ersättigen, bist du doch so abgemattet, daß du kaum mehr reden kanst, drum lasse mich mit Frieden, oder ich will […]
Der Cavallier kunte seine Worte nicht gar ausreden, dann es zerbrach der Stuhl, worauf sie beyde sassen, und sie fielen mit solchem Ungestümm zur Erden, daß die Leute, die in den andern Logen, und in par terre sich befanden, nicht anderst meineten, als ob das Opern-Haus zerbrechen wollte. […]“

Dergleichen Szenen blieben im Schau-Platz rar und moralisch fein säuberlich im Fettdruck bewertet. Rost scheint mit der Publikation letztlich jedoch sein weiteres Studium in Jena riskiert zu haben. Im Briefsteller des Jahres 1713 notierte er, dass es ihm mit dem Titel nicht besser ging als Menantes mit dem Satyrischen Roman (1706). Menantes hatte Hamburg fliehen müssen, Rost fand sich noch 1712 in Nürnberg zurück.

## Nochmaliges Studium in Nürnberg und Altdorf 1712–1715
Die Neue Zeitungen von gelehrten Sachen notieren im Nachruf 1727, Rost habe bei seiner Rückkehr nach Altdorf darauf spekuliert, „mit jemandem auswärtige Länder zu besuchen.“ Nichtadlige Studenten finanzierten sich Auslandsaufenthalte als Begleiter junger Studenten von Adel. Denkbar wären einige Studiensemester in den Niederlanden gewesen, luxuriös, doch aus außenpolitischen Gründen bis 1715 nicht so einfach realisierbar, die weitere Reise nach Frankreich. Eine Gelegenheit bot sich jedoch nicht.
Rost setzte stattdessen seine Arbeit als Romanautor fort und brachte zudem Verhaltensratgeber in die Produktion, die bei über 1.000 Seiten pro Jahr blieb. Mit dem Ausstieg aus dem Geschäft hatte er bereits 1711 geliebäugelt, 1714 eröffnete sich die Chance, dieses mit einem Gewinn an Reputation zu tun. Hunold distanzierte sich 1713 von seinen Romanen, Rost tat es dem Vorbild gleich, wenn auch mit weniger Ernst. Noch immer hatte er einige Manuskripte unter der Feder, er kündigte sie im Moment der Reuebekundung (in der Vorrede zu den Curieusen Liebes-Begebenheiten 1714) an.
Unter den verbleibenden Titeln stach Die Helden- und Liebes-Geschichte dieser Zeiten. Welche sich bey dem verwichenen Spanischen Svccessions-Krieg, hin und wieder in Evropa zugetragen (Nürnberg: Buggel, 1715) heraus – ein politischer Roman, dem allein eines fehlte: die politische Brisanz des Vorbildes La Guerre d’Espagne (Cologne: Pierre Marteau, 1707) dessen Held als Vorgänger von James Bond in Liebe und Spionage gleich gewandt war. Rost verließ 1715 das Romangeschäft (spätere in Bibliographien gelistete Titel sollten noch einmal auf seine Autorschaft hin überprüft werden).
Die nachfolgende Tabelle bietet eine Kalkulation der Einnahmen, die Rost mit seinen Titeln zwischen 1708 und 1715 gehabt haben dürfte. Eine moderate Berechnung wird für die ersten Titel zwei Gulden (fl.) pro Druckbogen (à 16 Oktav, respektive bei Duodez 24 Seiten) annehmen, vermutlich lag das Honorar ab 1710 eher bei 2 Reichstalern (rthl.) pro Bogen:
| Vorrede    | Publikation | Titel                                  | Verleger                      | Seiten  | fl. / rthl. |
|            | 1708        | Bellandra                              | Nürnberg: Michahelles         | 347     | 44          |
|            | 1708        | Atalanta                               | Nürnberg: Michahelles         | 414     | 52          |
| 18.01.1710 | 1711        | Noris                                  | Leipzig: Gleditsch & Weidmann | 1089    | 138         |
| 05.04.1710 | 1710        | Helena                                 | [Nürnberg: Michahelles]       | 770     | 98          |
| 14.02.1711 | 1711        | Verliebter Eremit                      | Nürnberg: Albrecht            | 442     | 56          |
|            | 1711        | Prinzessin Normanna                    | Nürnberg: Albrecht            | Verlust | ? 40        |
| 18.09.1711 | 1711        | Schau-Platz                            | Nürnberg: Lochner             | 1131    | 142         |
| 07.03.1712 | 1712        | Tamestris                              | Nürnberg: Albrecht            | 570     | 72          |
| 09.01.1713 | 1713        | Teutsches Briefe-Cabinet               | Nürnberg: Lochner             | 1542    | 194         |
| 18.04.1713 | 1713        | Nutzbarkeit des Tantzens               | Nürnberg: Albrecht            | 268     | 34          |
|            | 1713        | Nordischer Hof                         | Cölln [Nürnberg: Raspe]       | 320     | 40          |
|            | 1714        | Curieuse Liebesbegebenheiten Redaktion | Cölln [Nürnberg: Raspe]       | 284     | ? 10        |
| 16.07.1714 | 1714        | Hermiontes                             | Nürnberg: Albrecht            | 701     | 88          |
| 12.09.1714 | 1715        | Schöne Holländerin                     | Nürnberg: Albrecht            | 278     | 24          |
| 12.06.1715 | 1715        | Venda                                  | Nürnberg                      | 335     | 28          |
| 1715       | 1715        | Successions-Krieg                      | Nürnberg: Buggel              | 1448    | 182         |
|            |             |                                        |                               | 9.939   | 1.252       |

## Astronom und Mathematiker, Nürnberg 1715–1727

Johann Leonhard Rost, Astronomisches Handbuch (Nürnberg: P. C. Monath, 1718).

Rosts Weg in die bürgerliche Existenz verlief über eine erneute Annäherung an die Sternwarte. Eine nützliche Freundschaft entwickelte er mit Johann Philipp von Wurzelbau (1651–1725), der von Eimmart angeregt, sich eine eigene Sternwarte in seinem Haus am Spitzenberg 4 eingerichtet hatte. Als Gehilfe Wurzelbaus übernahm er Teile von dessen Korrespondenz und tätigte zudem eigene Beobachtungen – unter anderem der Sonnenflecken. Eine Serie von gut 100 Artikeln, von denen die meisten in den 1718 gegründeten Breslauischen Sammlungen erschienen, erlaubt es, die Arbeiten detailliert nachzuvollziehen. Buchveröffentlichungen zu Sonnen- und Mondfinsternissen, Nordlichtern und schweren Unwettern kamen hinzu. Langfristige Bedeutung gewann unter ihnen sein zur Michaelimesse 1718 in den Handel gebrachtes Astronomisches Handbuch – ein Werk, das seinem Titel alle Ehre machte – wie die Vorrede erklärt: „ein Hand-Buch, weil es diejenigen oft in die Hand nehmen werden, welche die Anfangs-Gründe, in der Praxi Astronomica, daraus zu erlernen begehren.“ Die Publikation geschah mit Widmung an die Preußische Akademie der Wissenschaften, in die Rost am 3. Februar 1723 als auswärtiges Mitglied aufgenommen wurde.
Rosts Arbeiten als Astronom verliefen weitgehend unspektakulär. Sein Metier wurden Einführungen in die Astronomie wie die ihr zugrunde liegende Mathematik. Aufsehen riskierte er allerdings mit dem „Streit um das Osterfest“ von 1724. 1722 war ihm bei Berechnungen zur Kalenderreform des Jahres 1700 aufgefallen, dass Ostern 1724 nach „katholischer“ und „evangelischer“ Berechnung auf zwei verschiedene Termine fallen würde. Johannes Gaupp (1667–1738) in Lindau hatte dies wohl schon bei der Berechnung seiner Ephemeriden für die Jahre 1720 bis 1750 bemerkt. Rost wurde der erste, der die Abweichung publizierte. Der Konflikt kam im Verlauf auf die höchste Ebene: Die in Regensburg tagenden evangelischen Stände beschlossen, dass die 1700 eingeführte Art, Ostern mittels astronomischen Berechnungen festzulegen, ihre Richtigkeit habe. Tatsächlich feierten in Deutschland die evangelischen und katholischen Christen 1724 und 1744 zu unterschiedlichen Terminen. Endgültig abgeschafft wurde das astronomische Verfahren erst 1775 auf Veranlassung Friedrichs II. (1712–1786). De facto bedeutete dies die endgültige Übernahme des gregorianischen Kalenders, wobei man es vermied, diesen beim Namen zu nennen und vom „verbesserten Reichskalender“ sprach.

## Tod und Nachruhm
Am 10. März 1727 befiel Rost – so der seinerzeitige ärztliche Befund – ein „febre catarrhali gravedinosa maligna und anomala“, von dem er sich nicht mehr erholte. Er starb am 22. März nach 23 Uhr und wurde damit keine 40 Jahre alt.
In einem Nachruf in den Neuen Zeitungen von gelehrten Sachen wurde der Astronom mit aller Freundschaft charakterisiert:

„er war von gesetztem Gemüthe, eindringendem Verstande und in seinen Unternehmungen unwandelbar, so daß ihn nicht leichtlich eine Mühe verdrüßlich machen konnte. Vor Gott und sein Wort hegte er die tieffste Verehrung und ergötzte sich Tag und Nacht darinn; wovon sein hinterlassener Vorrath mit eigener Feder verfasster geistlicher Gedancken und Gedichte herrühret, massen er zur reinen Poesie eine besondere Fähigkeit besaß. Übrigens war sein Wandel leutselig, aufrichtig und dienstfertig. Er liebte die Demuth und Verträglichkeit; und so ihn ja etwa ein unbesonnener Gegner beunruhigte, begegnete er ihm mitleydig und ohne Rachgier.“

Dass Rost alias Meletaon in seinen Studententagen Romane schrieb, blieb unerwähnt. Nach dem Gesagten wird es nicht verwundern, dass seine Titel keinen weiteren Stellenwert in der Literaturgeschichte gewannen. Der Autor selbst gab ihnen keinen größeren Rang im eigenen Leben. Der galante Roman glänzte als achtlos hingeworfenes Objekt, das im besten Fall seine Kritiker verhöhnte. Die heutige Literaturgeschichtsschreibung setzte mit der Generation Gottscheds in den 1730ern ein und diese gestand wohl noch dem 17. Jahrhundert einige große Namen zu. Für die Generationen von Talander bis Meletaon hatte sie dagegen nichts übrig. Rost errang im 18. Jahrhundert Nachruhm als Astronom, nicht als Romanautor. Der Mondkrater Rost ist nach ihm benannt.
Interessant ist er heute aus literaturwissenschaftlicher Perspektive, da seine Biographie sich neben der August Bohses und Christian Friedrich Hunolds noch halbwegs erschließen lässt. Die Lücke, die aktuelle Literaturgeschichten an dieser Stelle aufweisen, tut sich hier als Lücke mitten in einer keinen Zusammenhang gewinnenden Datenlage auf. Das Problem bereiten, wie sich herausstellt, nicht fehlende Daten, sondern der viel heiklere Umstand, dass sich diese Daten kaum befriedigend zusammenfügen lassen.